# 奧德蘭齊
奧德蘭齊是斯洛文尼亞普雷克穆列傳統地區奧德蘭齊市鎮的唯一聚居地及行政中心，为多林斯科地區規模最大的城镇。